# Stuttgart Open 2025
Lo Stuttgart Open 2025, ufficialmente Boss Open 2025 per motivi di sponsorizzazione, è un torneo di tennis giocato sull'erba. È la 47ª edizione facente parte della categoria ATP Tour 250 nell'ambito dell'ATP Tour 2025. Si gioca al Tennis Club Weissenhof di Stoccarda, in Germania, dal 9 al 15 giugno 2025.

## Partecipanti ATP singolare

### Teste di serie
| Nazionalità | Giocatore             | Ranking* | Testa di serie |
| ----------- | --------------------- | -------- | -------------- |
| Germania    | Alexander Zverev      | 3        | 1              |
| Stati Uniti | Taylor Fritz          | 4        | 2              |
| Stati Uniti | Ben Shelton           | 13       | 3              |
| Canada      | Félix Auger-Aliassime | 27       | 4              |
| Canada      | Denis Shapovalov      | 31       | 5              |
| Stati Uniti | Brandon Nakashima     | 32       | 6              |
| Stati Uniti | Alex Michelsen        | 33       | 7              |
| Rep. Ceca   | Jiří Lehečka          | 34       | 8              |

* Ranking al 26 maggio 2025.

### Altri partecipanti
I seguenti giocatori hanno ricevuto una wildcard per il tabellone principale:
- Justin Engel
- Fabio Fognini
- Jan-Lennard Struff

I seguenti giocatori sono entrati nel tabellone principale passando dalle qualificazioni:

- James Duckworth
- Márton Fucsovics
- Yannick Hanfmann
- Pierre-Hugues Herbert

### Ritiri
Prima del torneo
- Matteo Berrettini → sostituito da  Roman Safiullin
- Nick Kyrgios → sostituito da  Corentin Moutet
- Lorenzo Musetti → sostituito da  Yoshihito Nishioka
- Tommy Paul → sostituito da  Jacob Fearnley
- Frances Tiafoe → sostituito da  Benjamin Bonzi

## Partecipanti ATP doppio

### Teste di serie
| Nazionalità | Giocatore      | Nazionalità | Giocatore     | Ranking* | Teste di serie |
| ----------- | -------------- | ----------- | ------------- | -------- | -------------- |
| Germania    | Kevin Krawietz | Germania    | Tim Pütz      | 11       | 1              |
| Francia     | Sadio Doumbia  | Francia     | Fabien Reboul | 48       | 2              |
| India       | Rohan Bopanna  | Belgio      | Sander Gillé  | 76       | 3              |
| Brasile     | Rafael Matos   | Brasile     | Marcelo Melo  | 79       | 4              |

* Ranking al 26 maggio 2025.

### Altri partecipanti
Le seguenti coppie di giocatori hanno ricevuto una wildcard per il tabellone principale:
- Justin Engel /  Jan-Lennard Struff
- Yannick Hanfmann /  Andreas Mies

### Ritiri
Prima del torneo
- Marcelo Arévalo /  Mate Pavić → sostituiti da  Jakob Schnaitter /  Mark Wallner
- Simone Bolelli /  Andrea Vavassori → sostituiti da  Sriram Balaji /  Miguel Ángel Reyes-Varela
- Christian Harrison /  Evan King → sostituiti da  Santiago González /  Austin Krajicek
- Lorenzo Musetti /  Lorenzo Sonego → sostituiti da  Matteo Arnaldi /  Lorenzo Sonego

## Punti
| Evento    | V   | F   | SF  | QF | 2T   | 1T | Q    | Q2   | Q1   |
| Singolare | 250 | 165 | 100 | 50 | 25   | 0  | 13   | 7    | 0    |
| Doppio    | 250 | 150 | 90  | 45 | N.D. | 0  | N.D. | N.D. | N.D. |

## Montepremi
| Evento    | V        | F       | SF      | QF      | 2T      | 1T     | Q2     | Q1     |
| Singolare | 114335 € | 66695 € | 39205 € | 22715 € | 13190 € | 8060 € | 4035 € | 2200 € |
| Doppio*   | €        | €       | €       | €       | N.D.    | €      | N.D.   | N.D.   |

*per team